# Ptilomymar
Ptilomymar is een geslacht van vliesvleugeligen uit de familie Mymaridae. De wetenschappelijke naam van dit geslacht is voor het eerst geldig gepubliceerd in 1961 door Annecke & Doutt.

## Soorten
Het geslacht Ptilomymar omvat de volgende soorten:
- Ptilomymar besucheti Viggiani, 1974
- Ptilomymar dictyon Hayat & Anis, 1999
- Ptilomymar magnificum Yoshimoto, 1990
- Ptilomymar orientalis Taguchi, 1972
- Ptilomymar rete Annecke & Doutt, 1961